# Lina Flórez
Lina Marcela Flórez Valencia (ur. 2 listopada 1984 w Carepie) – kolumbijska lekkoatletka specjalizująca się w biegach płotkarskich. Okazjonalnie występuje także w sprinterskich biegach sztafetowych.
W 2009 dotarła do półfinału uniwersjady w Belgradzie. W 2011 sięgnęła po brązowe medale biegu na 100 metrów przez płotki podczas mistrzostw Ameryki Południowej w Buenos Aires oraz środkowoamerykańskiego czempionatu w Mayagüez. Półfinalistka mistrzostw świata w Daegu (2011). W tym samym roku zdobyła dwa brązowe medale igrzysk panamerykańskich. Uczestniczka igrzysk olimpijskich w Londynie (2012). Rok później została mistrzynią Ameryki Południowej na dystansie 100 metrów przez płotki, a w obu sprinterskich biegach sztafetowych sięgnęła po srebro. Dotarła do półfinału mistrzostw świata w Moskwie (2013).
Złota medalistka mistrzostw Kolumbii oraz igrzysk im. Simóna Bolívara.
Rekord życiowy w biegu na 100 metrów przez płotki: 12,94 (17 lipca 2011, Mayagüez).

## Osiągnięcia
| Rok  | Impreza                                  | Miejsce             | Konkurencja                     | Lokata     | Wynik   |
| ---- | ---------------------------------------- | ------------------- | ------------------------------- | ---------- | ------- |
| 2009 | Uniwersjada                              | Belgrad             | bieg na 100 metrów przez płotki | półfinał   | 13,48   |
| 2011 | Mistrzostwa Ameryki Południowej          | Buenos Aires        | bieg na 100 metrów przez płotki | 3. miejsce | 13,23   |
| 2011 | Mistrzostwa Ameryki Środkowej i Karaibów | Mayagüez            | bieg na 100 metrów przez płotki | 3. miejsce | 12,94   |
| 2011 | Mistrzostwa świata                       | Daegu               | bieg na 100 metrów przez płotki | półfinał   | 12,94   |
| 2011 | Igrzyska panamerykańskie                 | Guadalajara         | bieg na 100 metrów przez płotki | 3. miejsce | 13,09   |
| 2011 | Igrzyska panamerykańskie                 | Guadalajara         | sztafeta 4 × 100 metrów         | 3. miejsce | 43,44   |
| 2012 | Igrzyska olimpijskie                     | Londyn              | bieg na 100 metrów przez płotki | eliminacje | 13,17   |
| 2013 | Mistrzostwa Ameryki Południowej          | Cartagena de Indias | bieg na 100 metrów przez płotki | 1. miejsce | 13,09   |
| 2013 | Mistrzostwa Ameryki Południowej          | Cartagena de Indias | sztafeta 4 × 100 metrów         | 2. miejsce | 44,01   |
| 2013 | Mistrzostwa Ameryki Południowej          | Cartagena de Indias | sztafeta 4 × 400 metrów         | 2. miejsce | 3:36,29 |
| 2013 | Mistrzostwa świata                       | Moskwa              | bieg na 100 metrów przez płotki | półfinał   | 13,01   |
| 2014 | Igrzyska Ameryki Południowej             | Santiago            | bieg na 100 metrów przez płotki | 2. miejsce | 13,29   |
| 2014 | Igrzyska Ameryki Południowej             | Santiago            | sztafeta 4 × 100 metrów         | 3. miejsce | 45,13   |
| 2014 | Mistrzostwa ibero-amerykańskie           | São Paulo           | bieg na 100 metrów przez płotki | 3. miejsce | 13,18   |
| 2014 | Igrzyska Ameryki Środkowej i Karaibów    | Xalapa              | bieg na 100 metrów przez płotki | 1. miejsce | 13,19   |
| 2014 | Igrzyska Ameryki Środkowej i Karaibów    | Xalapa              | sztafeta 4 × 100 metrów         | 2. miejsce | 44,02   |